# Bonaventura dei Bonacolsi

Stemma dei Bonacolsi

Bonaventura dei Bonacolsi (Mantova, ... – Mantova, 1326) è stato un politico italiano.

## Biografia
Bonaventura Bonacolsi, conosciuto come Butirone, era il figlio secondogenito di Giovanni dei Bonacolsi detto Gambagrossa. Fu vicario di Mantova e governatore di Modena. Morì a Mantova nel 1326.
Promulgò, assieme al fratello Rinaldo, gli Statuti Bonacolsiani (Statuta dominorum Raynaldi et Botironi fratrum de Bonacolsis), datati tra il 1303 e il 1313, un codice legislativo, una raccolta giuridica acquisita successivamente dai Gonzaga che rimase alla base della vita mantovana fino al 1400 con Francesco I Gonzaga.

## Discendenza
Sposò Bonella Cavalcabò, figlia di Cavalcabò, marchese di Viadana, ed ebbero tre figli:
- Guido
- Pinamonte II
- Ziliola (o Gigliola), unica superstite ed erede della nobile casata, rifugiata a Cremona presso la famiglia materna.

## Ascendenza
|                           |     |                | Genitori              |  |  | Nonni                   |  |  | Bisnonni              |  |
|                           |     |                |                       |  |  | Pinamonte dei Bonacolsi |  |  | Martino dei Bonacolsi |  |
|                           |     |                |                       |  |  | Pinamonte dei Bonacolsi |  |  | Martino dei Bonacolsi |  |
|                           |     | ...            |                       |  |  | Pinamonte dei Bonacolsi |  |  |                       |  |
| Giovanni dei Bonacolsi    |     |                |                       |  |  | Pinamonte dei Bonacolsi |  |  |                       |  |
|                           |     | ? Da Correggio | Guido II da Correggio |  |  |                         |  |  |                       |  |
|                           |     | ? Da Correggio | Guido II da Correggio |  |  |                         |  |  |                       |  |
|                           |     | ? Da Correggio | Mabilia della Gente   |  |  |                         |  |  |                       |  |
| Bonaventura dei Bonacolsi |     | ? Da Correggio |                       |  |  |                         |  |  |                       |  |
|                           | ... | ...            |                       |  |  |                         |  |  |                       |  |
|                           | ... | ...            |                       |  |  |                         |  |  |                       |  |
|                           | ... | ...            |                       |  |  |                         |  |  |                       |  |
| N.N.                      | ... |                |                       |  |  |                         |  |  |                       |  |
|                           |     | ...            | ...                   |  |  |                         |  |  |                       |  |
|                           |     | ...            | ...                   |  |  |                         |  |  |                       |  |
|                           |     | ...            | ...                   |  |  |                         |  |  |                       |  |
|                           |     | ...            |                       |  |  |                         |  |  |                       |  |